# Lu-Wayne Botes
Pour les articles homonymes, voir Botes.
Pas d'image ? Cliquez ici

a Compétitions nationales et continentales officielles uniquement.

b Matchs officiels uniquement.
Dernière mise à jour le 9 novembre 2021.
Lu-Wayne Botes, né le 14 juillet 1983 à Johannesburg en Afrique du Sud, est un joueur de rugby à XV namibien. Il joue avec l'équipe de Namibie entre 2006 et 2007, évoluant au poste de centre. Il fait partie de la sélection de Namibie sélectionnée pour la coupe du monde 2007 en France.

## Clubs
- University of Johannesburg  Afrique du Sud 2006-2007

## Équipe de Namibie
- 9 sélections avec l'équipe de Namibie
- 1er test match le 28 octobre 2006 contre l'Kenya
- Sélections par année : 3 en 2006, 6 en 2007
- Coupe du monde :
  - 2007 : 1 match, 0 comme titulaire (France)